# First Bank of Nigeria
First Bank of Nigeria  es una empresa multinacional de servicios bancarios y financieros con sede en Lagos, Nigeria. First Bank es propiedad de FBN Holdings PLC, que a su vez tiene propiedad diversificada con más de 1,3 millones de accionistas.

## Historia
El banco fue fundado en 1894 y es el banco más antiguo de Nigeria. Se convirtió en una empresa pública en 1970 y cotizó en la Bolsa de Valores de Nigeria (NSE) en 1971. Sin embargo, como parte de la implementación de la estructura de sociedad holding no operativa, se eliminó de la lista de la NSE y se reemplazó con FBN Holdings Plc. 
Anteriormente se estructuró como una sociedad de cartera operativa antes de la implementación de una estructura de sociedad de cartera no operativa (FBN Holdings) en 2011/2012.

### Subsidiarias
Las subsidiarias del First Bank of Nigeria incluyen las siguientes:
FBN Bank (China)—Beijing, China—oficina de representación
FBN Bank (Ghana) – Acra, Ghana Ghana – 100% de participación
FBN Bank (Guinea) – Conakri, Guinea Guinea – 100% de participación
Banco FBN (Senegal) – Dakar Senegal – 100% de participación
FBN Bank (Sierra Leona) – Freetown, Sierra Leona Sierra Leona – 100% de participación
FBN Bank (Sudáfrica): Johannesburgo, Sudáfrica Sudáfrica – oficina de representación
FBN Bank (EAU) – Abu Dhabi, Emiratos Árabes Unidos Emiratos Árabes Unidos – oficina de representación
FBN Bank (Reino Unido) – Londres, Reino Unido Reino Unido – participación del 100% – productos de ahorro vendidos bajo la marca FirstSave
FBN Bank (Reino Unido/París): París, Francia, una sucursal de la filial en el Reino Unido
Primer custodio de pensiones Nigeria Limited
FBN Hipotecas Limitadas
Banco FBN (Gambia)